# 焼死
焼死（しょうし）とは事故や火事などで焼け死ぬことをいう。広義には、一酸化炭素中毒や煙等によって窒息死したのち、死体が焼けてしまうことも焼死といわれる。

## 概要
建物火災、車両火災などでは、密室のため有毒ガスが蔓延し、炎が人体を損傷させる前に意識を失わせることが一般的なため、焼死の死因は有毒ガスによる有害作用であることが多く、焼損が直接の死因であることはフラッシュオーバーなどによる急激な爆発を伴わない限りあまり無い。事実、焼死とは有毒ガスによる有害作用による死ということが定義とされている。また、衣類に直接引火した場合でも、広範囲の火傷は負うものの命は助かることが多い（なお火傷そのものではなくしばらく経ってから火傷した箇所からの感染症で死ぬことも少なくない）。
自殺の手段としても用いられることがあるがその苦痛は他の手段に比べ圧倒的に苦しいものとされている（参照：焼身自殺）。そのため、自殺の手段として焼死を選ぶということはそれだけで強力な意志があったことを他者に伝えることとなり、後世に名前が残ることすらある。
同様に焼殺も残忍な殺害方法とされ、近年の事件では、永山基準にかかわらず、被告はほぼ死刑となっている。

## 著名な焼死者
- リチャード・カンティロン - 経済思想家（他人の放火によるもの）
- 阿子島たけし - 音楽評論家（失火によるもの）
- 浦辺粂子 - 女優（服にガスコンロの炎が引火した火傷によるもの）
- 古島敏雄 - 歴史学者（火災によるもの。夫人も同時に焼死した）
- 増田甲子七 - 政治家（自宅が火事になり、夫人を探していたが焼死した）
- 横山光輝 - 漫画家（煙草の不始末によるもの）
- 新海幸藏 - 元大相撲力士（最高位関脇）（煙草の不始末によるもの）
- 深見千三郎 - コメディアン（煙草の不始末によるもの）
- 景山民夫 - 小説家（煙草の不始末によるもの）
- 中江滋樹 - 元証券ジャーナリスト
- 村田兆治 - 元プロ野球選手（失火によるもの）
- 飯野矢住代 - 1968年ミス・ユニバース・ジャパン（風呂の空焚きによるガス中毒）